# Party in the U.S.A.
«Party in the U.S.A.» és una cançó interpretada per la cantant nord-americana Miley Cyrus, inclosa en l'EP The Time of Our Lives (2009). La companyia discogràfica Hollywood Records la va publicar per primera vegada l'11 de setembre de 2009, com el primer senzill del material en format digital. Dr. Luke es va encarregar de la producció i la composició, això últim amb l'ajut dels cantants Jessie J i Claude Kelly. Al principi, es va planejar que fos Jessie qui interpretés el tema, però aquesta va rebutjar l'oferta en creure que no era prou intens per a ella. Així, li van cedir el tema a Cyrus i van ajustar la lletra perquè encaixés amb ella. Sense sentir-se totalment identificada amb «Party in the U.S.A.», Cyrus la va escollir per formar part de The Time of Our Lives, en part perquè necessitava més temes per al material. La música fusiona elements que es troben dins del rhythm and blues i el pop, mentre que la lletra reflecteix el seu trasllat des de Nashville (Tennessee) a Hollywood (Califòrnia).
En termes generals, «Party in the U.S.A.» va obtenir ressenyes positives dels crítics musicals, els qui la van reconèixer com una de les millors cançons del EP i van elogiar la seva lletra i la veu de la cantant. A més, va tenir un gran èxit comercial, doncs va aconseguir els deu primers llocs en les llistes musicals de països com Austràlia, Canadà, França, Hongria, Irlanda, Japó i Nova Zelanda. Als Estats Units, va ocupar el número 2 en el Billboard Hot 100 i va esdevenir el sisè senzill digital més venut de 2009. En aquest país, fins a juliol de 2014, la cançó havia venut 5 542 000 descàrregues, i va obtenir la certificació de set discos de platí per la Recording Industry Association of America (RIAA), mentre que va ser condecorat amb quatre discos de platí per la Canadian Recording Industry Association (CRIA).
El vídeo musical, dirigit per Chris Applebaum, es desenvolupa principalment en un autocine i ret homenatge a la pel·lícula Grease (1978) i als dies de nuvis dels pares de Cyrus. El videoclip va rebre el premi MuchMusic Video Award al millor vídeo internacional en el lliurament de 2010. L'artista va interpretar la pista en les gires mundials Wonder World Tour (2009), Gypsy Heart Tour (2011) i Bangerz Tour (2014). En els Teen Choice Awards de 2009, Cyrus va usar una barra metàl·lica durant la interpretació del tema —fet que diversos crítics van assenyalar com a pole dance—, la qual cosa va causar un fort escàndol mediàtic. Diversos artistes han versionat la cançó, entre ells la seva compositora Jessie J, mentre que «Weird A el» Yankovic la va parodiar.
Després de la mort del terrorista Osama bin Laden, «Party in the O.S.A.» va ser considerat un «himne de celebració» per als nord-americans. Les visites al seu vídeo en YouTube van augmentar i es van omplir de comentaris sobre el tema, encara que Cyrus es va mostrar en contra que el seu tema anés vinculat amb la mort del terrorista.

## Producció

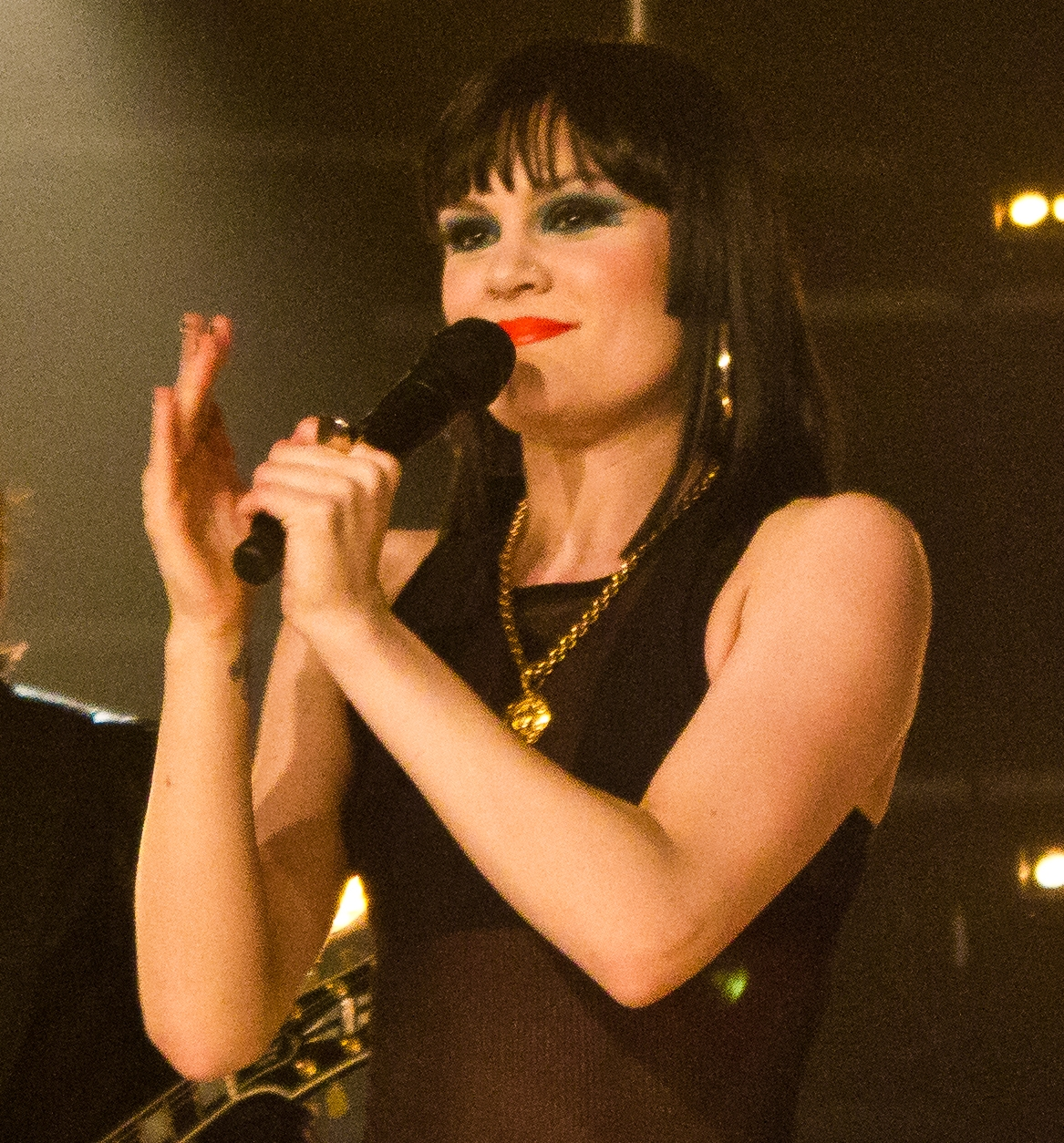
Jessie J, una de les principals compositores de la cançó.

Poc després de signar un contracte amb Lava Records, l'aspirant a cantant anglesa Jessie J va començar a treballar en el seu àlbum debut, Who You Are. En la seva primera sessió de composició amb els compositors i productors Dr. Luke i Claude Kelly, van escriure «Party in the U.S.A.» amb la intenció que Jessie J la interpretés. No obstant això, no va gravar la cançó perquè considerava que no era prou intensa; va explicar: «Recordo que vaig pensar que […] era increïble, però no estava convençuda que era adequada per a mi al cent deu per cent. És alguna cosa que es pot pressentir». Després d'això, Cyrus, que es trobava treballant en un EP amb Dr. Luke, va ser la següent opció per interpretar-la. L'equip compositor va retocar la lletra, amb el propòsit de crear un tema per promocionar la línia de roba de Cyrus i Max Azria, de venda exclusiva en les tendes de Walmart. Amb la finalitat de complaure al públic, Dr. Luke, Kelly i Jessie J es van concentrar a compondre una cançó divertida i optimista que reflectís la imatge de Cyrus. Sobre aquest tema, Kelly va comentar sobre els admiradors: «No solament pensen que estan participant en una gran experiència, sinó que també adquireixen una connexió amb l'artista». Sobre les seves contribucions a la cançó, va dir que buscava imitar l'estil de Cyrus: «És la mateixa cançó des d'un punt de vista diferent, fa falta trobar aquesta perspectiva única». Per gravar la instrumentació, van decidir barrejar un so computeritzat amb «la calidesa de la instrumentació en directe», utilitzant guitarres elèctriques i una bateria en viu. Finalment, Cyrus va incloure «Party in the U.S.A.» en la llista de cançons de The Time of Our Lives, en part perquè necessitava més temes per a l'EP.
Cyrus va declarar que «Party in the U.S.A.» no era un reflex seu musicalment, perquè preferia cançons més innovadores. Va dir que el tema era «típicament nord-americà», i va comentar que mai havia sentit una cançó de Jay-Z, artista al que la lletra fa referència. No obstant això, va afirmar gaudir amb la música de Britney Spears, a la qual també s'esmenta en la cançó. «Party in the U.S.A.» es va publicar com el primer senzill de The Time of Our Lives, ja que Cyrus va pensar que al seu equip li agradava, encara que ella no s'esperava que anés un èxit comercial. Es va transmetre per primera vegada en les emissores de ràdio el 29 de juliol de 2009, arran de la filtració del tema en Internet. La companyia Hollywood Records va publicar «Party in the U.S.A.» en les ràdios oficialment el 3 d'agost de 2009, i per a descàrrega digital l'11 del mateix mes.

## Composició

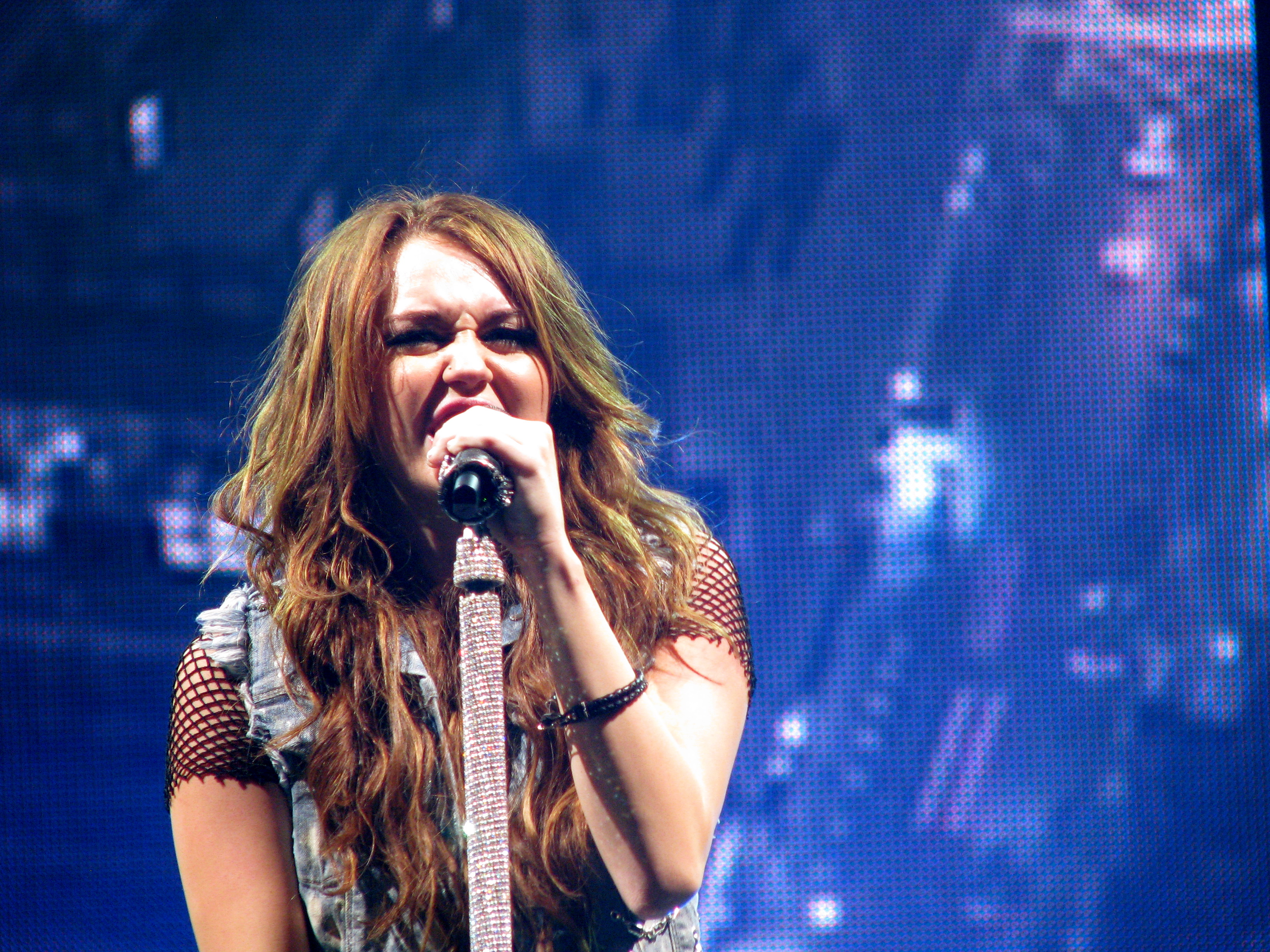
Cyrus interpretant la cançó durant la seva primera gira mundial Wonder World Tour (2009).

«Party in the U.S.A.» és una cançó dance pop amb una durada de tres minuts i vint-i-tres segons. Compta amb elements de rhythm and blues i pop i, segons Michael Menachem de Billboard, conté algunes influències del reggae. S'estableix en un compàs de 4/4 i té un tempo moderat de 96 pulsacions per minut. Està composta en la tonalitat de fa♯ major i el registre vocal de Cyrus abasta dues octaves, des de fa♯3 a re♯5. La cançó té cert estil country alternatiu i una tornada «molt energètica». Segueix la progressió harmònica fa♯-la♯ menor-re♯ menor-do♯. La instrumentació s'ha descrit com un «xoc entre concordes de guitarra de jazz plumosos i una seqüència de baix sintetitzat retronador que serveix com hook».
La lletra de «Party in the U.S.A.» està composta en primera persona, i tracta del trasllat de Cyrus des de Nashville, Tennessee a Hollywood, Califòrnia. En els versos, relata algunes de les seves experiències a Hollywood, com les crítiques dels seus companys a la seva forma de vestir, que la feien sentir nostàlgia i intimidació. Cap al final de cada vers, la cantant escolta les seves cançons favorites de Jay-Z i Britney Spears, respectivament, per afirmar en la tornada que la fan sentir-se més segura de si mateixa. Segons Vicki Lutas, de la BBC, «encara que soni alguna cosa bochornoso, la teva cançó favorita pot fer-te sentir bé i més confiada, fins i tot si no ho estàs realment».

## Recepció crítica

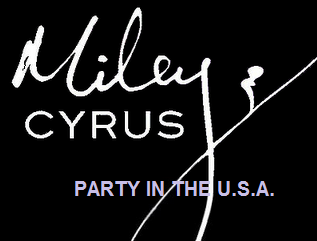
Composició amb els crèdits de la portada del senzill, originalment impresos en color vermell.

«Party in the U.S.A.» va rebre ressenyes generalment positives dels crítics musicals. Michael Hann de The Guardian va dir que era «una bufona cançó pop». Posteriorment, en una crítica a la gira Wonder World Tour de Londres, va explicar que era un recordatori «que el pop manufacturat no té per què ser dolent, si la manufactura és bona». Jaime Gill de Yahoo! Music va comentar que «per sort per Cyrus, [les altres cançons de The Time Of Our Lives] abandonen el teu cervell en qüestió de segons després dels seus concordes finals, per la qual cosa és més fàcil recordar el fresc [i] brillant èxit "Party in the O.S.A."». Mikael Wood, de la revista Time Out de Nova York, la va descriure com una «melodia formidable […] que demostra que Miley és molt millor rapera del que es podria esperar». Bill Lamb d'About.com li va donar quatre estels de cinc per la veu de Cyrus, la lletra captivadora i l'inspirat canvi de ritme, però va reconèixer que la cançó era alguna cosa lleugera. Va predir que serviria per ampliar la seva «base de seguidors mentre a poc a poc es converteix en una cantant de pop adult». Heather Phares, de Allmusic, ho va seleccionar entre els millors temes de l'EP i ho va descriure com un himne de festa burbujeante, adequat pel álter ego de Cyrus, Hannah Montana.
Erik Ernst de The Milwaukee Journal Sentinel va dir que la cançó era «ridículament pegadiza» i Mikael Wood, de la revista Entertainment Weekly, va decidir que «Party in the O.S.A.» va ser un vivaç experiment de Cyrus amb la música urbana, ja que ja dominava els mercats de country i dance pop. Jessica Holland de The Observer la va considerar un dels temes més destacats de The Time of Our Lives. Michael Menachem, de Billboard, va sostenir que era una de les cançons més divertides de Cyrus. Va comentar que «Dr. Luke li dona a la cançó una energia reminiscente de Robyn i Gwen Stefani en els seus inicis. Després d'abordar amb èxit els formats de dance i country i el lliurament d'una de les més fortes balades de l'any ("The Climb"), Cyrus continua mostrant la seva impressionant gamma». Ryan Brockington del New York Post va explicar que, encara que el tema era més convencional que uns altres dels senzills de Cyrus, no ho va odiar. Vicki Lutas de la BCC li va atorgar cinc estels de cinc i la va descriure com «un bufo d'aire fresc» i «seriosament bailable». Va dir que el millor atribut de la cançó era la veu de Cyrus, i va assenyalar que la jove cantant posseeix l'habilitat de fer que sempre soni interessant. En escoltar la pista, Lutas va tenir la sensació que «de sobte penses que hi ha algú més a l'habitació i tens tots els ingredients per a una gran festa dins d'una petita cançó». Michael Cragg, de The Guardian, la va incloure en la quarta posició de les deu millors cançons de la cantant, i sobre aquest tema va opinar que és un «atac exuberant de pop pur», en el qual la tornada és un «exemple perfecte del que succeeix quan quan cada línia és un hook millor que l'anterior».

## Recepció comercial

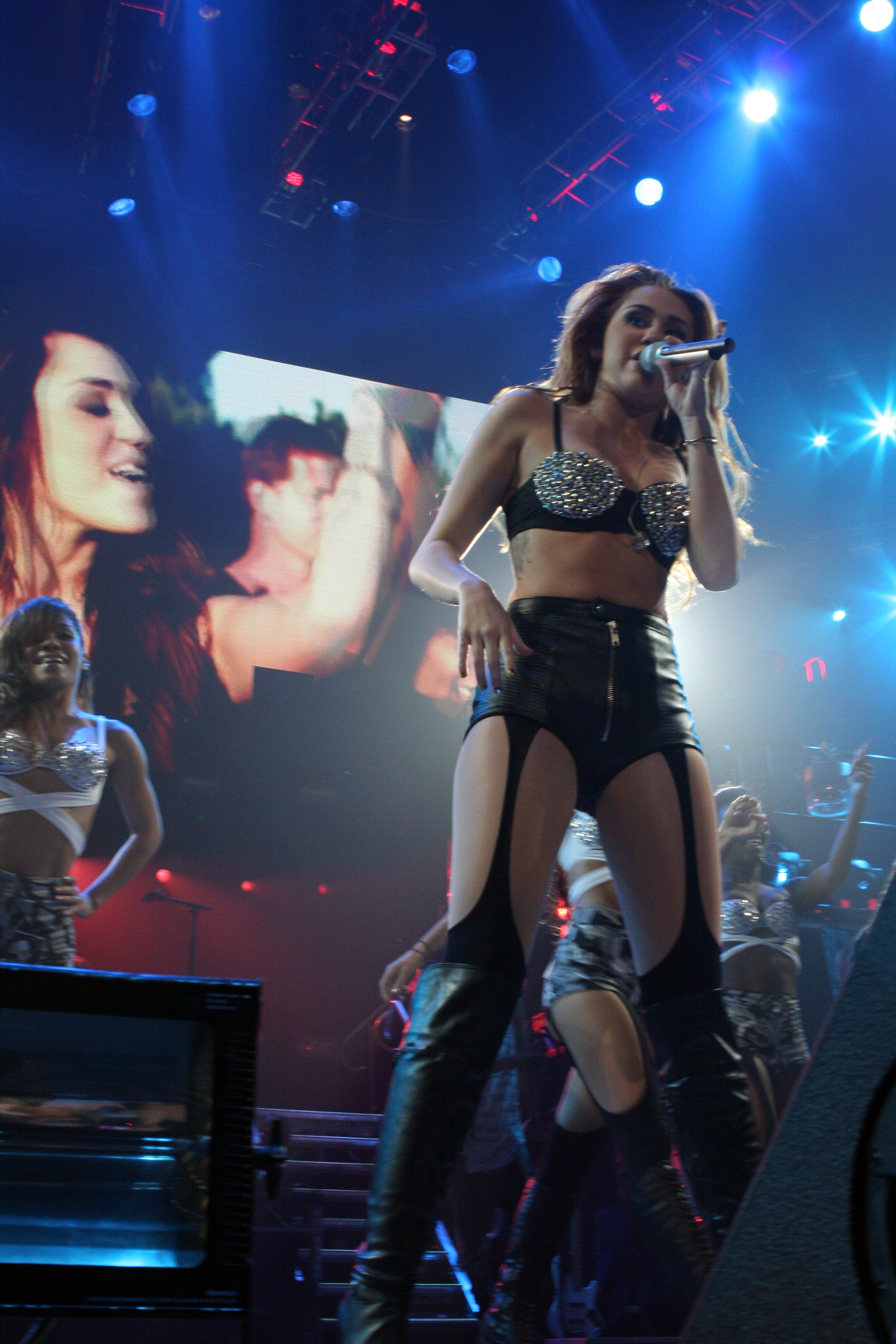
Cyrus interpretant el tema durant la seva segona gira mundial, Gypsy Heart Tour en 2011.

Als Estats Units, «Party in the U.S.A.» va debutar i va aconseguir el lloc número dos en la llista Billboard Hot 100 en la setmana del 29 d'agost de 2009, amb més de 226 000 descàrregues digitals venudes, la qual cosa va suposar el millor debut fins avui d'un senzill de Hollywood Records. A més, va esdevenir la millor estrena per una artista solista femenina des de «Inside Your Heaven» de Carrie Underwood, que va debutar en el número u al juliol de 2005. El senzill es va mantenir un total de 28 setmanes en la llista. També va aconseguir el número u en Pop Songs i Digital Songs, i va arribar a les posicions 8, 13 i 44 en Radi Songs, Adult Pop Songs i Hot Dance Club Songs, respectivament. Segons Billboard, «Party in the O.S.A.» va ser el sisè millor senzill en vendes digitals de 2009 i el divuitè de tots els temps. L'agost de 2014, va obtenir set discos de platí per la Recording Industry Association of America (RIAA). El gener de 2010, Cyrus s'havia convertit en l'artista més jove amb un senzill descarregat més de quatre milions de vegades, i el més venut de Hollywood Records. El juliol de 2014, «Party in the U.S.A.» havia aconseguit les 5 542 000 descàrregues venudes als Estats Units, on va esdevenir el senzill més venut de Cyrus.
A més de l'èxit als Estats Units, també va obtenir una bona recepció comercial en altres països. Va ocupar el tercer lloc en la Canadian Hot 100, i la Canadian Recording Industry Association (CRIA) la va certificar amb quatre discos de platí per haver venut 320 000 descàrregues digitals. En la setmana del 13 de setembre de 2009, va ingressar en el número 14 de la llista oficial d'Austràlia. La setmana següent, va ascendir al nou, i en la del 8 de novembre, va arribar al sis. Va obtenir la certificació de doble platí per l'Australian Recording Industry Association (ÀRIA), per les vendes de 140 000 còpies. També va aparèixer en l'onzena posició del conteo de Nova Zelanda i va aconseguir el número tres en la setmana del 9 de novembre de 2009. La Recording Industry Association of New Zealand (RIANZ) la va certificar amb un disc de platí, després de distribuir 15 000 unitats. En el Japan Hot 100 del Japó, «Party in the U.S.A.» va aconseguir la posició més alta en el número quatre, el 23 de gener de 2010 i va obtenir un disc d'or per la Recording Industry Association of Japan (RIAJ).
En el Regne Unit, va debutar i va aconseguir el lloc número 11, el 7 de novembre de 2009, mentre que a Irlanda, va ocupar el cinc. Per la seva banda, en la llista European Hot 100 Singles va arribar al 17, el 6 a França i Hongria i el 12 a Noruega. Finalment, va tenir una recepció comercial menor en altres països d'Europa en aconseguir el top 40 a Àustria, Bèlgica (Valonia i Flandes), República Txeca, Dinamarca, Espanya, Suïssa i Suècia.

## Vídeo musical

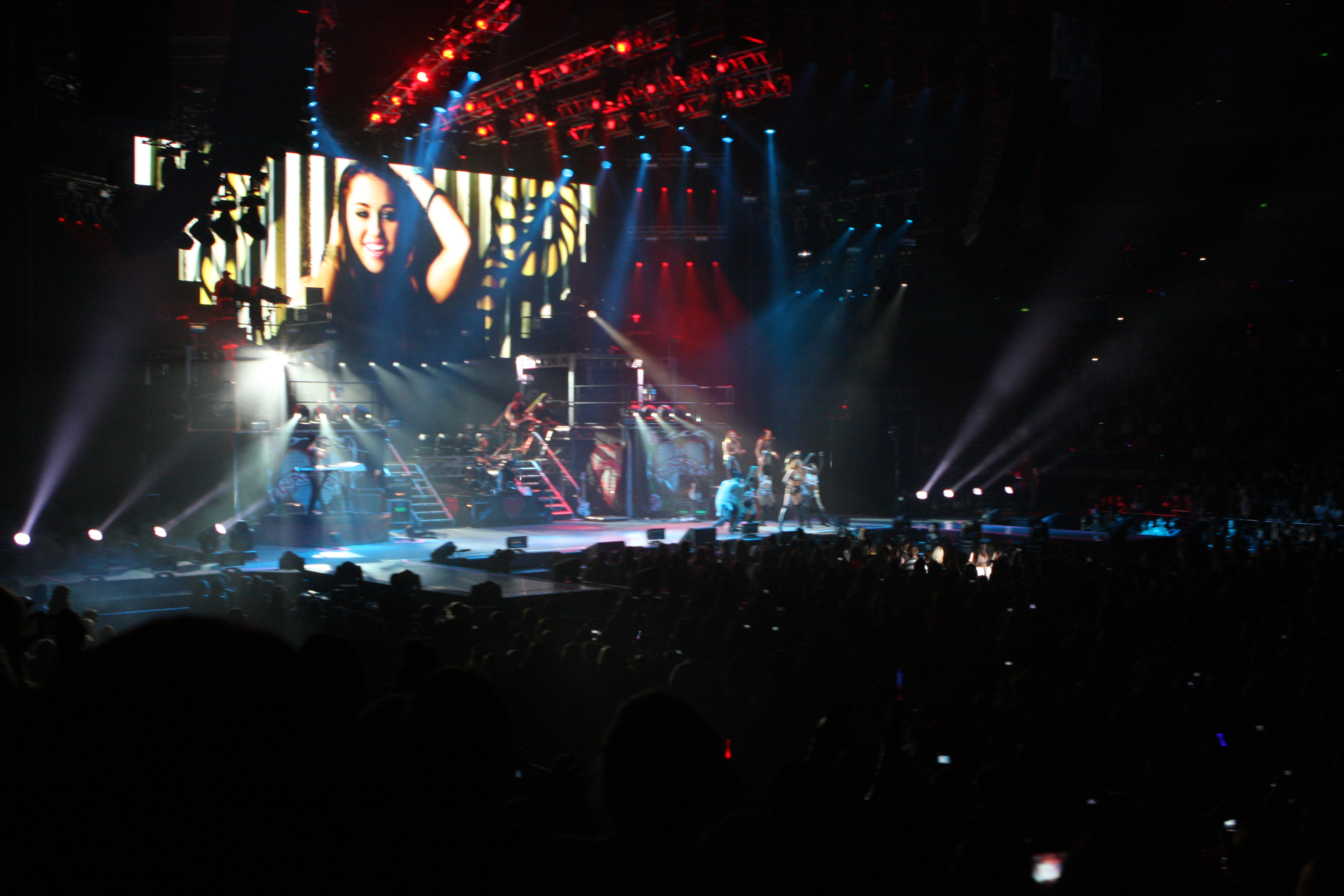
Durant la interpretació de «Party in the U.S.A.» en la gira Gypsy Heart Tour (2011), es mostra el vídeo oficial del tema en les pantalles.

Chris Applebaum es va encarregar de l'adreça del vídeo musical de «Party in the O.S.A.»; Cyrus ja tenia concebudes les idees principals per a l'argument. El seu concepte es basava a representar «gent blanca de classe baixa amb glamur i estil». Li va dir a Applebaum que desitjava retre homenatge a una de les seves pel·lícules favorites, Grease (1978) i als dies de nuvis dels seus pares. El tema del vídeo va estar inspirat en l'escena de Grease on John Travolta canta «Sandy». En l'escena, l'actor surt del cotxe i es dirigeix a una àrea de jocs infantils, on se senti en un gronxador i interpreta la cançó, mentre que una pel·lícula es projecta en una pantalla al fons. Com a homenatge al festeig dels pares de Cyrus, aquesta i Applebaum van cridar a l'autocine que apareix en el vídeo «Corral Drive-In», igual que al cinema de Kentucky, on els seus pares se citaven. Applebaum va comentar: «La mamà de Miley, Tish, conduïa un Pontiac Firebird negre, model '79, en un estil a Smokey and the Bandit (1977) i, evidentment, és el cotxe en el qual arriba Miley».
El vídeo inicia mostrant un autocine tradicional. Cyrus arriba en el Pontiac Trans Am 1979 negre, vestida amb una samarreta negra, pantalons curts, botes vaqueres i una armilla negra. A continuació es dirigeix al costat de diverses acompanyants a una camioneta blava, on canta usant un micròfon digital. En el segon vers, es recolza contra una paret on figura pintat el nom de l'autocine «Corral Drive-In». En l'escena següent, una bandera nord-americana es desplega davant d'un mur en un paisatge buit, en el qual Cyrus canta entre confetis brillants que cauen del cel. L'escena següent és nocturna: la cantant està en un gronxador envoltada de ballarins pujats en les barres de mico circumdants; interpreta l'última tornada en un escenari amb quatre ballarines, amb la bandera nord-americana sota la paraula «USA» al fons. Cap al final succeeixen escenes curtes dels espectadors que acudeixen a l'autocine, Cyrus caminant per est i ella actuant al costat dels seus acompanyants en les barres de mico. El vídeo finalitza amb la cantant voltejant el seu cabell en l'escenari.
El 23 de setembre de 2009, es va mostrar un fragment de noranta segons en Dancing with the Stars. Posteriorment aquest mateix dia, el vídeo es va estrenar en línia en ABC's Music Lounge. Jocelyn Vena de MTV va dir que «el vídeo és una reminiscència de la interpretació de Cyrus en els Teen Choice Awards durant l'estiu, exceptuant el pole dance». Bill Lamb d'About.com va opinar que reflectia gairebé a la perfecció els temes i el so de la cançó i va comentar que l'ambient general del vídeo era relaxat, la qual cosa, segons ell, també encaixava en el context del tema. Les respostes a una enquesta sobre el vídeo realitzada per MTV van variar entre els quals «no ho captaven» per diverses raons i entre els quals van gaudir de l'energia del vídeo, i pensaven que la incorporació d'un polsim de seducció sexual era una progressió saludable per Cyrus. En els MuchMusic Video Awards 2010, va guanyar el premi al millor vídeo d'un artista internacional i va rebre una nominació per vídeo internacional favorit, però va perdre davant «Whataya Want From Em» d'Adam Lambert. En els vídeos més vists de 2009 en YouTube, «Party in the U.S.A.» va ocupar el quart lloc, amb 54 milions de visites durant l'any.

## Interpretacions en directe

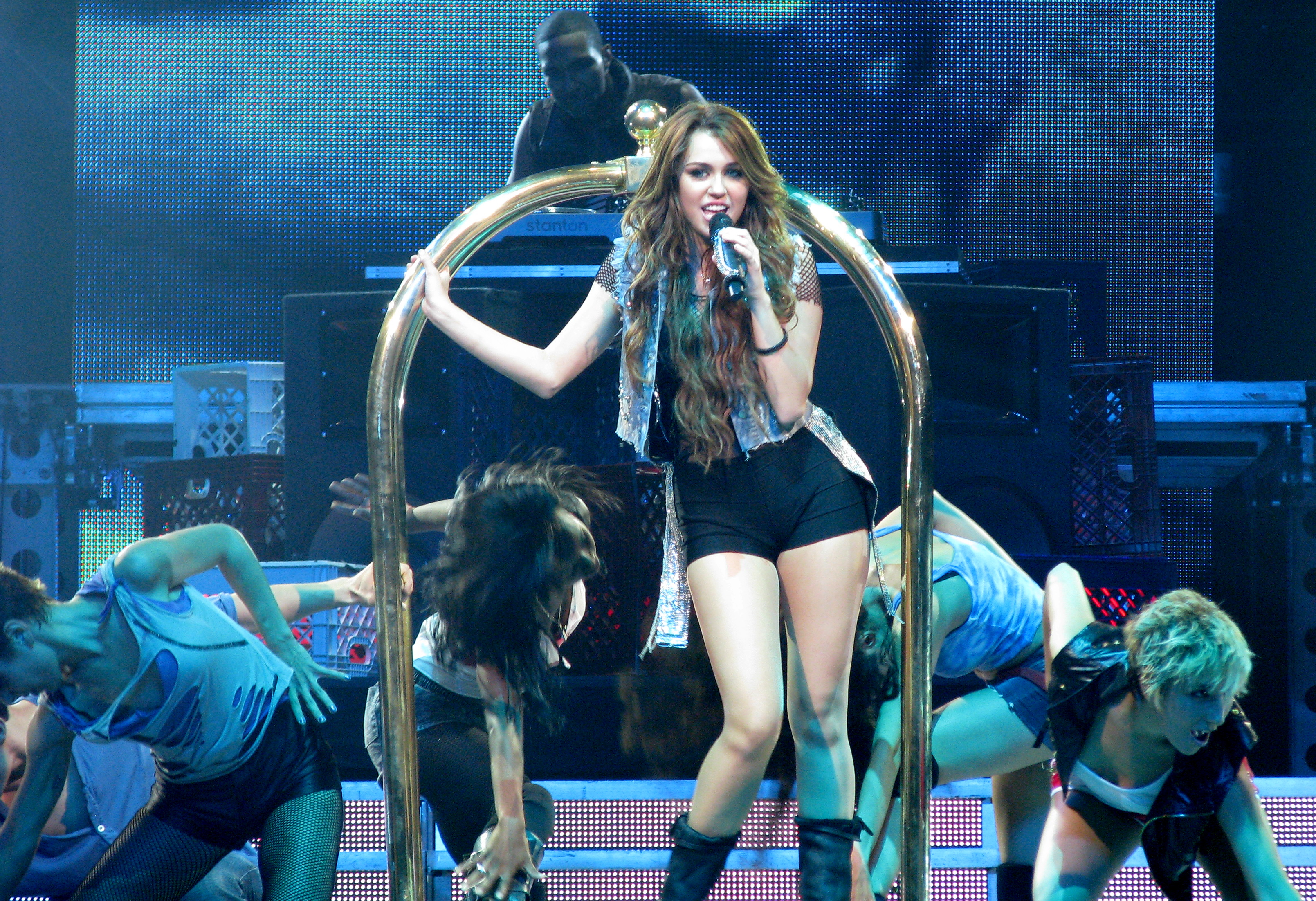
Cyrus interpretant la cançó durant la seva gira Wonder World Tour en 2009.

Cyrus va interpretar la cançó per primera vegada en la cerimònia dels Teen Choice Awards, celebrada el 10 d'agost de 2009. Vestida amb una samarreta sense mànigues que revelava part de la seva sustentació, pantalons curts negres i botes de cuir, Cyrus va emergir d'un remolc al costat dels seus acompanyants. A mitjan actuació, comença a ballar damunt d'un carretó de gelats amb una barra metàl·lica —al que nombrosos crítics es van referir com un pole dance— durant aproximadament quaranta segons. Cyrus va descriure la seva presentació com a part de la seva herència cultural: «La meva actuació d'aquesta nit és molt divertida, però voldria que fos una mica més que això, alguna cosa així com "això representa d'on vinc. Estic molt orgullosa d'això". Amb totes les noies intentant ser un tipus Hollywood, amb ulleres enormes, i jo espantant-les». Certs mitjans de comunicació es van escandalitzar per la seva forma de ballar, jutjada com massa suggestiva i sensual per a un esdeveniment orientat a adolescents, i Walt Disney Company va emetre un comunicat distanciant-se de l'actuació. Ian Drew, sotsdirector de US Weekly, va dir: «Ella ja té una imatge alguna cosa suggeridora, així que realment no es va sortir molt de to. Britney es va consagrar de la mateixa forma, com la nena bona que es va tornar dolenta, i sembla que l'estratègia li està funcionant a Miley també». Altres crítics la van comparar negativament amb Spears, però Cyrus va expressar satisfacció per les comparacions en un missatge en el seu compte oficial de Twitter. La psicòloga infantil Wendi Fischer va dir en Newsday: «Cyrus estava comunicant-los als seus seguidors que els balls suggeridors són acceptables», la qual cosa, segons la seva pròpia opinió, era inacceptable. «Miley té solament setze anys. Per què apressar-se?». Altres crítics van defensar a Cyrus, com ho va fer Apryl Duncan, d'About.com, qui va sostenir que «els espectadors van haver de fixar-se en els seus assoliments i en els sis premis que va guanyar aquesta nit, en lloc de la sensualitat de l'actuació». A causa de la controvèrsia que va aixecar l'actuació, Cyrus va canviar el carretó de gelats per un carro d'equipatge en el seu gira.
Continuant amb la promoció del senzill i de The Time of Our Lives, Cyrus va actuar en The Today Xou i en VH1 Dives dels Estats Units, on es va unir a artistes com Sheryl Crow, Jennifer Hudson, Lleona Lewis, Kelly Clarkson i Jordin Sparks, entre uns altres. En la gala, també va interpretar la cançó de Sheryl Crow «If It Makes You Happy» juntament amb aquesta. En l'hivern, va realitzar diverses actuacions en el Regne Unit, com al programa radial Jingle Bell Ball de 95.8 Cabdal FM, la gala anual per a la família real britànica, Royal Variety Performance, celebrada en el Royal Opera House, al programa d'entrevistes Alan Carr: Chatty Man i en The Late Late Show. Una vegada completada la promoció, Cyrus va presentar la cançó en el festival Rock in Rio a Lisboa, Portugal, i Madrid, Espanya; en la discoteca 1515 Club de París, Heaven i G-A-I de Londres, el programa matutino Good Morning America, la cerimònia MuchMusic Video Awards, i en un concert en el House of Blues a Los Angeles, Califòrnia, transmès per més de trenta llocs web de MTV Networks.
Cyrus va interpretar el tema en la seva primera gira mundial, Wonder World Tour, que va començar al setembre i va finalitzar al desembre de 2009. Durant cada presentació, Cyrus vestia un top, pantalons curts i botes de cuir negres, i una armilla blava vaquer; el vídeo de fons mostrava imatges de diversos llocs i representacions dels Estats Units. Després de recórrer tot l'escenari amb els seus ballarins, a la meitat del nombre es muntava en un carret d'equipatge que la transportava de nou per l'escenari. El vers en la qual feia referència a Jay-Z va ser substituït per un altre sobre Michael Jackson en totes les actuacions en directe. Mikael Wood de Los Angeles Times, que va assistir al concert del Staples Center a Los Angeles, Califòrnia el 22 de setembre de 2009, va opinar que «Cyrus va aconseguir una aproximació raonable a un raper» en la seva presentació. Dave Paulson de The Tennessean va informar que l'actuació del concert del 25 de novembre, en el Sommet Center de Nashville, «va rebre aplaudiments dels distingits Jonas Brothers». Cyrus també va interpretar la cançó en la seva segona gira mundial, Gypsy Heart Tour en 2011, abillada amb una jaqueta de color vermell —posteriorment canviada per una de color blanc—, pantalons curts amb lluentons negre i botes de cuir del mateix color. L'equip de redacció de Evenpro va comentar que la seva «reconocidísimo hit va posar a tot el públic dempeus. Els embogits admiradors botaven i corejaven el popular tema mentre que Miley, amb un gran somriure en els llavis, prenia una autèntica festa en l'escenari». De la mateixa manera, el lloc Noticias.com.ve, en la seva presentació a Veneçuela, va dir que la interpretació «va posar a ballar als assistents». El periòdic mexicà Crònica va indicar que la intèrpret va aconseguir captivar al seu públic, mentre que Record va assenyalar que Cyrus «va armar la festa».

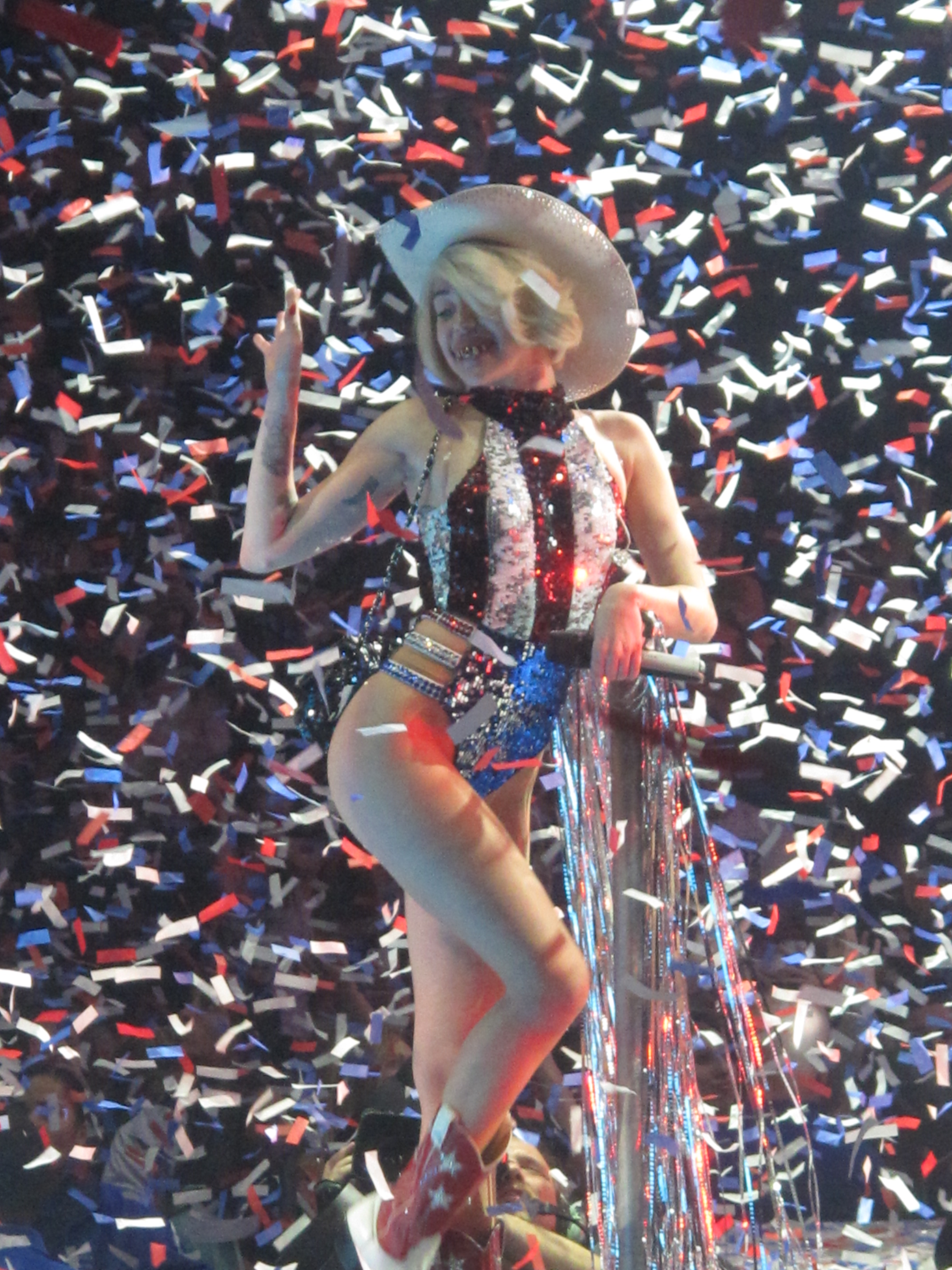
Cyrus interpretant la cançó durant la seva gira mundial Bangerz Tour en 2014.

La cantant va interpretar el tema al programa Jimmy Kimmel Live!, el 25 de juny de 2013, com el nombre de tancament en el miniconcierto que va oferir; també va cantar «Fall Down» —on va actuar will.i.am— i «We Can't Stop». Cyrus vestia uns pantalons curts negre, «una samarreta molt curta i unes altes botes fins al genoll». Posteriorment, el 21 de setembre del mateix any, es va presentar en el iHeartRadio Music Festival de Las Vegas, on va tornar a cantar «Party in the U.S.A.», «We Can't Stop», «Wrecking Ball» i una versió de «Look What They'veu Doni To My Song» de Melanie Safka. L'artista va causar controvèrsia amb el vestuari utilitzat per a l'esdeveniment, perquè vestia una malla color blanca amb forats grans que deixaven veure tot el seu cos. A més, portava unes mànigues blanques i un «cobreix-mugrons», en lloc d'una sustentació. Un reporter de la revista Wapa la va considerar «un abillament digne de Lady Gaga», mentre que un periodista de People en Español va comentar: «(.) Miley va redoblar l'aposta pujant a l'escenari amb un ultrarevelador vestit? de xarxa color blanc que permetia veure tot el que hi havia —i el que no hi havia (com una sustentació, per exemple)— sota el mateix». El 6 de desembre de 2013, Cyrus es va presentar per primera vegada en el Jingle Ball National Tour, realitzat en el Staples Center de Los Angeles, Califòrnia; allí, va interpretar «Party in the U.S.A.», juntament amb les cançons de l'àlbum Bangerz, «We Can't Stop», «Wrecking Ball», «Adori You», «#GETITRIGHT» i una versió de «Summertime Sadness» de Llana Del Rei.
«Party in the U.S.A.» també va formar part de la gira de 2014 Bangerz Tour, com l'últim tema del repertori. En l'actuació, la cantant i les seves ballarines estaven vestides amb vestits acolorits amb la bandera nord-americana. En un moment de la presentació, Cyrus va simular tenir sexe oral amb un dels ballarins, disfressat com l'expresident Bill Clinton.

## Versions d'altres artistes
Kidz Bop Kids, banda infantil nord-americana, va gravar una versió de la cançó per al seu àlbum d'estudi Kidz Bop 17, publicat el gener de 2010. James Christopher Monger de Allmusic la va declarar un dels millors temes de l'àlbum, i la va descriure com inspirada pel «mateix karaoke alegre que va alimentar els lliuraments anteriors». En un episodi de la sisena temporada de The Office, els personatges Andy Bernard —interpretat per Ed Helms— i Erin Hannon —interpretada per Ellie Kemper— van realitzar una paròdia del tema utilitzant una guitarra acústica. Kelly West, de Cinema Blend, va escriure: «Encara que era adorable veure'ls als dos cantar junts, el ritme del seu coqueteig és tan maldestre (i tan encantador) com el ritme de la cançó que van intentar interpretar». El 2 de setembre de 2009, un grup de nois homosexuals van publicar una paròdia de la cançó titulada «Party in the F.I.P». En el vídeo, els nois es diverteixen en el balneari per gais i lesbianes Fire Island Pines —d'aquí el títol—, mentre fingeixen que canten fent sincronia de llavis. Tant Cyrus com els directius de la companyia Disney, que per norma denuncien qualsevol infringimiento de drets d'autor, es van mostrar interessats en el vídeo. La compositora original de la cançó, Jessie J, va realitzar una versió en directe en un concert per iHeartRadio a l'abril de 2011. El 26 de maig d'aquest any, en un episodi del programa d'entrevistes Late Night with Jimmy Fallon, «Party in the O.S.A.» va ser versionada a l'estil de Crosby, Stills, Nash & Young. L'amfitrió Jimmy Fallon, que va cantar com el vocalista principal —personificant a Neil Young—, tocava una guitarra acústica i l'harmònica. David Crosby i Graham Nash, tots dos membres de Crosby, Stills, Nash & Young, es van unir a Fallon amb harmonies vocals. Matthew Perpètua de Rolling Stone va descriure el nombre com «una versió de "Party in the U.S.A." trist i molt bé harmonitzada, que va aconseguir convertir l'alegre himne juvenil en una cançó de protesta dels setanta». Una paròdia titulada «Party in the CIA» va figurar en el decimotercer àlbum d'estudi de «Weird A el» Yankovic, Alpocalypse (2011). Abans dels Jocs Olímpics de Londres 2012, la selecció femenina de futbol dels Estats Units va realitzar un vídeo de la cançó utilitzant la sincronització de llavis. L'elenc femení de la pel·lícula nord-americana Pitch perfect (2012) també van versionar el tema a capela; va figurar en la banda sonora de la mateixa juntament amb altres cançons mostrades en el film. Com ressenya, Heather Phares, d'Allmusic, va sostenir que les versions d'aquest tipus «ajuden a fer un so fresc una altra vegada».

## Impacte en els mitjans socials

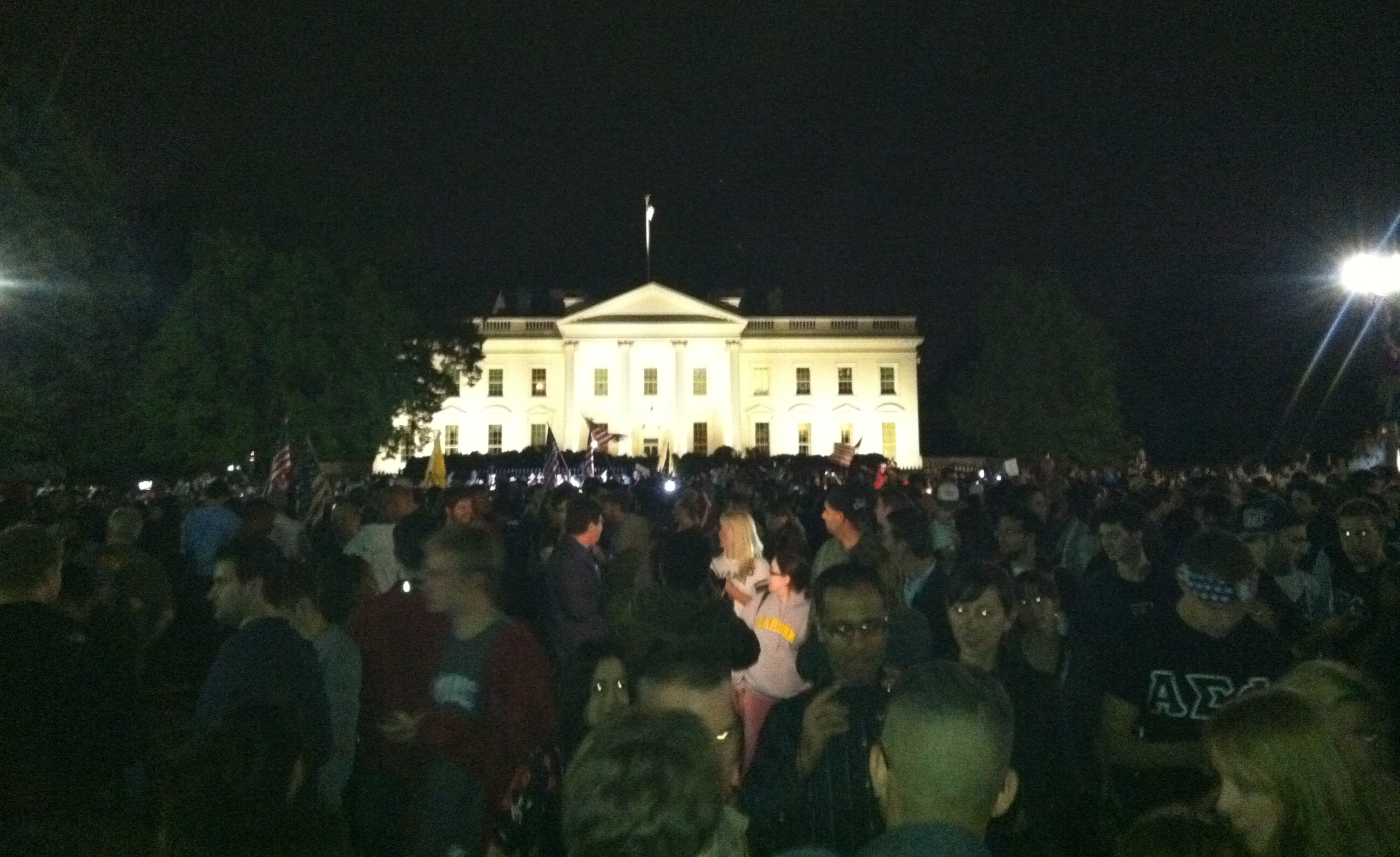
Després de la mort del terrorista Osama bin Laden, diversos individus van nomenar a «Party in the U.S.A.» com un himne de celebració, a causa de la seva lletra. En la imatge, diverses persones celebrant als afores de la Casa Blanca.

Després de la mort del terrorista Osama bin Laden l'1 de maig de 2011, va haver-hi un ressorgiment del vídeo de «Party in the O.S.A.». Les visites en el seu vídeo oficial en YouTube van pujar ràpidament i es va omplir de comentaris sobre la mort del terrorista, i el tema va ser adoptat immediatament com un himne de celebració de l'esdeveniment. L'esdeveniment va continuar en altres mitjans socials, com Facebook i Twitter i va figurar a les festes celebrades per milers de persones en Times Square, Wall Street i la Casa Blanca. No obstant això, Cyrus va afirmar haver estat en contra que el tema anés vinculat a la política després de la mort del terrorista. Sobre aquest tema va comentar: «No vull ajuntar la figura d'Osama Bin Laden amb la meva cançó, encara que la meva tia Dolly [Dolly Parton] diu que qualsevol publicitat és bona i en qualsevol circumstància. Políticament, no tinc cap comentari sobre això, no m'interessa donar-li les gràcies a Osama per fer del meu tema el número u de les llistes de popularitat».

## Crèdits i personal
- Veu: Miley Cyrus.
- Compositor: Jessica «Jessie J» Cornish, Lukasz «Dr. Luke» Gottwald i Claude Kelly.
- Productor: Lukasz «Dr. Luke» Gottwald.
- Mescla: I Craig, Serban Ghenea, J. Sullivan i The Wideboys.
- A&R: Jon Lind.

Crèdits adaptats a partir de les notes de The Time of Our Lives.